# جولیان نول
جولیان نول (انگلیسی: Julian Knowle؛ زادهٔ ۲۹ آوریل ۱۹۷۴) یک تنیس‌باز اهل اتریش است.